# Thargelia (bướm đêm)
Thargelia  là một chi bướm đêm thuộc họ Noctuidae.

## Loài
- Thargelia attila L.Ronkay & Gyulai, 2006
- Thargelia balazsi L.Ronkay & Gyulai, 2006